# 统一人民党

统一人民党标志

统一人民党（波蘭語：Zjednoczone Stronnictwo Ludowe，缩写为ZSL），又译统一农民党，是波兰人民共和国的一个农业社会主义政党。它于1949年11月27日由亲波兰统一工人党的人民党与斯坦尼斯瓦夫·米科瓦伊奇克领导的波兰人民党合并而成。
该党从成立起，就是波兰统一工人党的卫星党，代表波兰统一工人党在农村地区活动。1983年以前，该党是民族团结阵线的成员。1982年起，该党是民族复兴爱国运动的成员。为维持波兰由“联合政府”执政的表象，众议院议长一职始终由该党成员担任。
在1989年波兰议会选举后，随着团结工会的胜利，该党决定与另一个卫星党民主党一起支持团结工会。在1989年11月26日—27日的统一人民党代表大会上，该党决定改组为波兰人民党—复兴。1990年5月5日，波兰人民党—复兴与波兰人民党 (维拉诺夫派)合并为波兰人民党。